# Campinorte
Campinorte is een gemeente in de Braziliaanse deelstaat Goiás. De gemeente telt 10.039 inwoners (schatting 2009).